# KGM・チボリ
チボリ（Tivoli、티볼리 ）は、 韓国のKGモビリティ（旧・サンヨン自動車）が製造・販売するBセグメント-CセグメントのクロスオーバーSUVである。
サンヨン（当時）の世界戦略モデルとしてありとあらゆる地域で「チボリ」として販売されるが、中国市場のみ、商標上の都合により「TIVOLAN（チボラン）」の名で販売される。
当項では、2016年に追加されたロングバージョンのチボリ　エア（Tivoli Air、티볼리 에어）についても併記する。

## 概要
コードネーム「X100」の名で、コランドCの下に位置するコンパクトSUVとして42ヶ月の期間と3.500億ウォンをかけて開発された。マヒンドラ傘下となった後に開発された最初の車種でもある。
エクステリアは双龍車のデザイン哲学である「軽快」「雄壮」「躍動」のうち、「軽快」のコンセプトに基づいてデザインされた。
2011年のフランクフルトモーターショーと2012年のジュネーブモーターショーで発表されたコンセプトカー「XIV-1」、ならびに2012年のモンディアル・ド・ロトモビル（パリサロン）で発表された「e-XIV」を源流とし、2014年のモンディアル・ド・ロトモビルで発表されたコンセプトカー、「XIV-エア」と「XIV-アドベンチャー」はいずれもチボリのデザインスタディモデルである。
インドにおいては2019年2月より、親会社のマヒンドラにて内外装の意匠の一部を変更し、「XUV300」の車名で販売される。

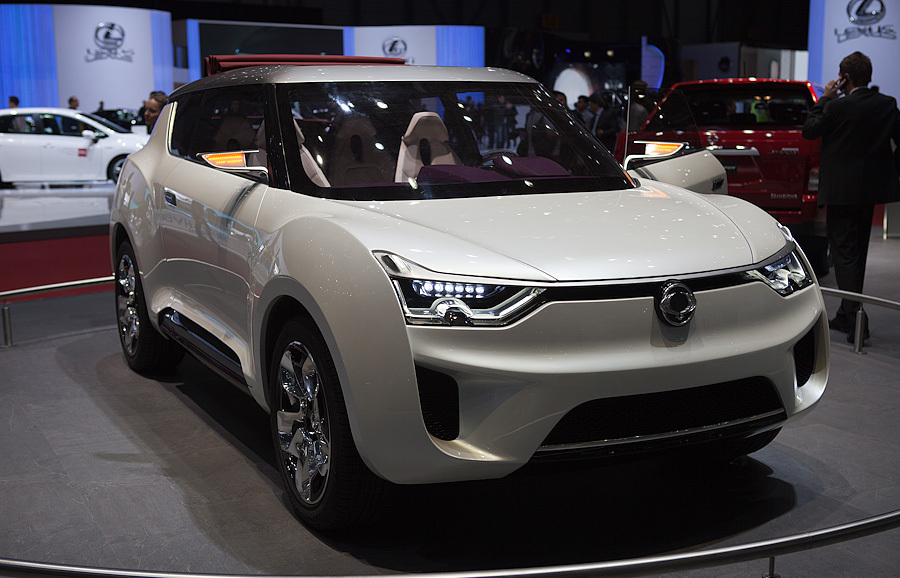
XIV-1
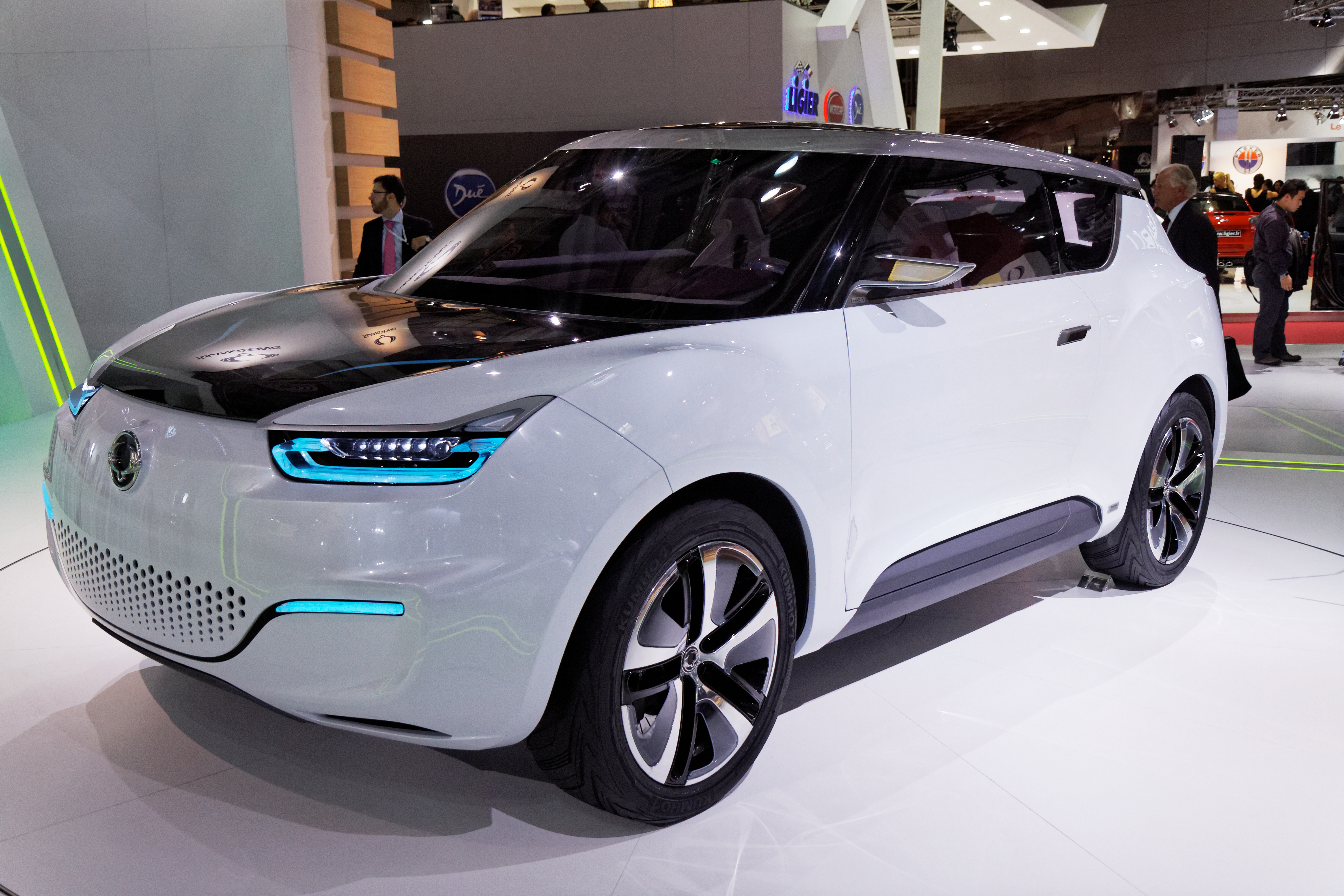
e-XIV
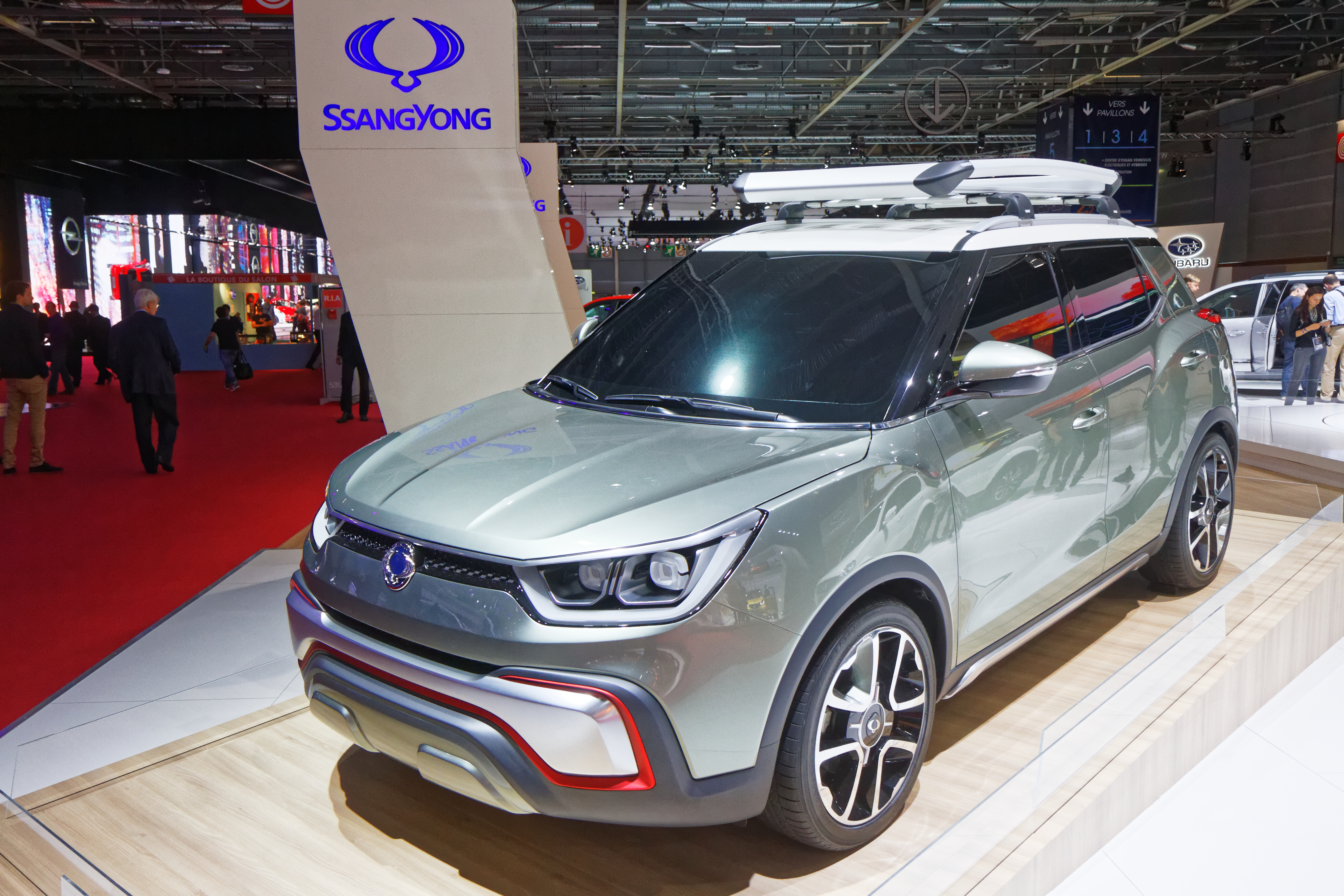
XIV-アドベンチャー
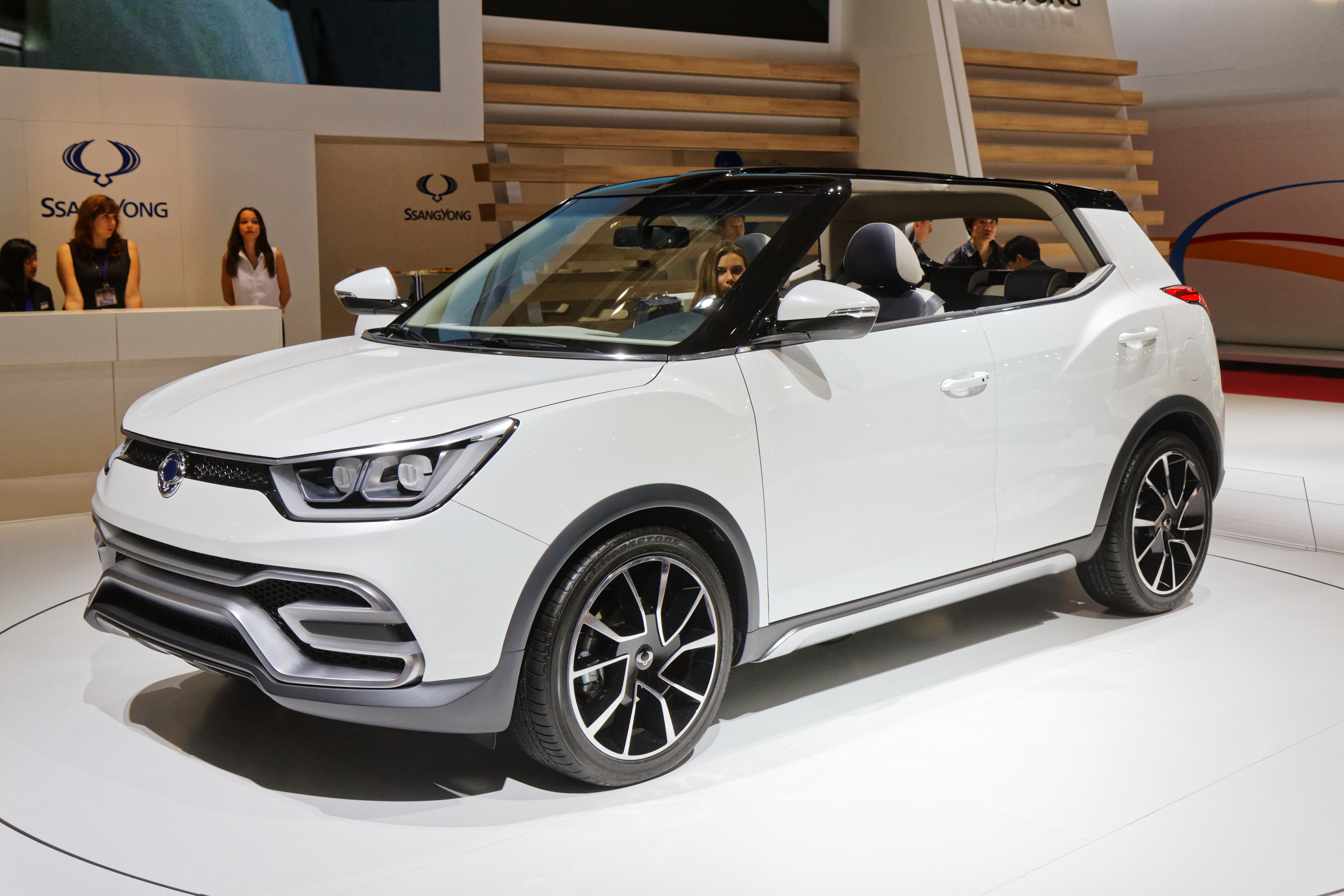
XIV-エア
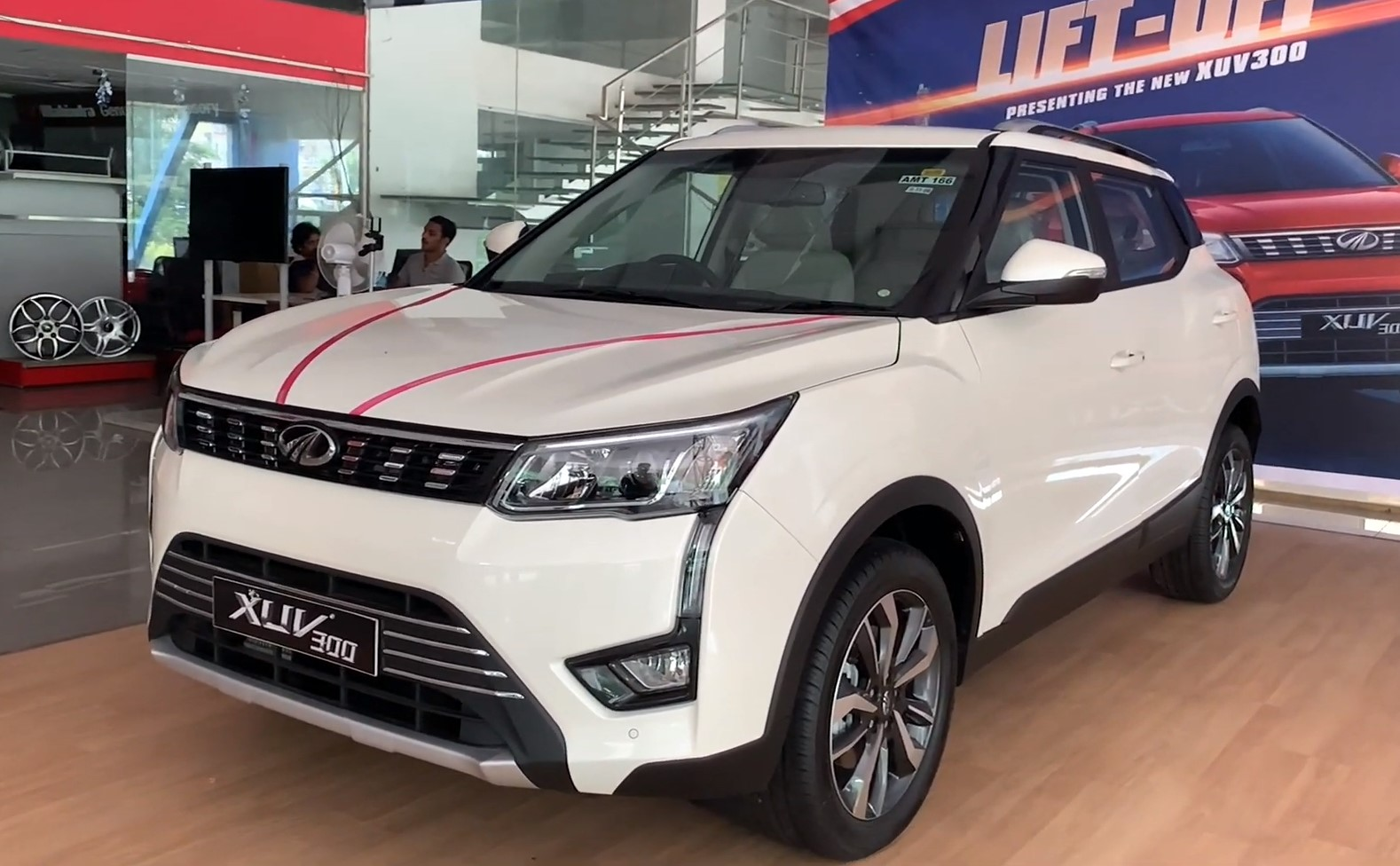
兄弟車のマヒンドラ・XUV300

## 歴史

### 初代（X100型、2015年 - ）
- 2014年11月25日、予告スケッチが公開され、車名を「チボリ」とすることを発表した[3]。
- 2014年12月26日、公式画像を発表[4]。
- 2015年1月13日、発表・発売開始。エンジンは「e-XGi 160」と呼ばれる新開発の1.6Lガソリンを採用し、6MT（TXのみ）もしくはアイシン・エィ・ダブリュ製6ATと組み合わせた。 外板の71.4％にポスコ製の高張力鋼を使用し、このうち約40％が中空高張力鋼である。 エアバッグについては前席はもちろん、サイド、カーテン、ニ―まで含む7点式（TX、VXは6点式）を採用するとともに、車体姿勢制御装置（ESP）とタイヤ空気圧監視システム（TPMS）がすべてのグレードに標準装備して安全性への配慮に備えた。エクステリアは前後レンズにLEDをふんだんに使用することで、高級感とスポーティ性の両立を図っている。「スマートステア」と呼ばれるパワーステアリングを3モード（「ノーマル」「コンフォート」「スポーツ」）にセッティング出来るデバイスも備え、「スーパービジョンクラスタ」と名付けられたメーターは照明は全6色を備え、気分に応じて自由自在に切り替えられる。韓国国内におけるライバルはルノーサムスン・QM3（日本名：ルノー・キャプチャー）、シボレー・トラックス、MINIカントリーマン（日本名：MINIクロスオーバー）などである。
- 2015年7月6日、ディーゼルモデルと4WDモデルを追加。ディーゼルモデルに搭載されるエンジンは「e-XDi　160 LET（Low End Torque）」と呼ばれるロープレッシャー型ターボディーゼルであり、街中での扱いやすさを重視したセッティングとなっている。トランスミッションはアイシン製6ATのみで、6MTの設定は無い。同時に、新設定の4WDは「スマート4WD」と呼ばれるスタンバイ式を採用し、ガソリンエンジンのみと組み合わされる。また、リヤの足回りもトーションビームからマルチリンクに変更される。
- 2015年9月のフランクフルトモーターショー、ならびに2016年3月のジュネーブモーターショーではロング仕様の「チボリ　XLV」が発表され、その後、3月30日に韓国で「チボリ　エア」の名で発表、販売を開始した（エンジンは「e-XDi　160 LET」ディーゼルのみ）。チボリ比で単に全長を245mm延長しただけではなく、Cピラー以降の造形を新設計とし、ルーフレールを装着する関係で全高も若干増している半面、ホイールベースについては不変である。尚、延長分はそのままリヤオーバーハングに充てられ、カーゴスペースの増大に貢献している。尚、「チボリ　エア」は海外市場では「Exciting Lifestyle Vehicle」の頭文字をとった「XLV」の名で販売される。
- 2017年7月16日、標準仕様をマイナーチェンジし、車名を「TIVOLI ARMOUR（チボリ　アーマー）」に変更。同時に、「VX」をベースとしたスポーツ仕様のトップモデル「Gear edition」を追加。
- 2019年9月、韓国国内において、チボリエアの販売を終了。海外向け「XLV」の生産は継続する。同時に、チボリアーマーをチボリに戻し、ガソリンエンジンを1.6Lからコランドと同じ1.5L直噴ターボに変更。
- 2020年10月7日、「チボリ エア」を改良した上で1年1か月ぶりに韓国市場で復活。パワーユニットはチボリ同様に1.5L直噴ターボ+アイシン製6ATのみとなる。

## 車名の由来
イタリアの保養地「ティヴォリ」とデンマークの公園である「チボリ公園」に由来し、「新しいスタイルと性能でドライバーにインスピレーションと楽しみを提供する」ことを示している。
また、メーカー自身で「TIVOLI」を「I LOV IT」（I LOVE IT）と逆に記して、親しみを持たせようとしている。